# Argyrovernonia
Argyrovernonia é um género botânico pertencente à família Asteraceae.
A autoridade do género é MacLeish, tendo sido publicado em Taxon 33(1): 106. 1984.